# Mercedes-Benz Clase SLC
El Mercedes-Benz C107 Coupé fue construido entre 1973 y 1980. Y siempre ha sido conocido como el 'SLC'.

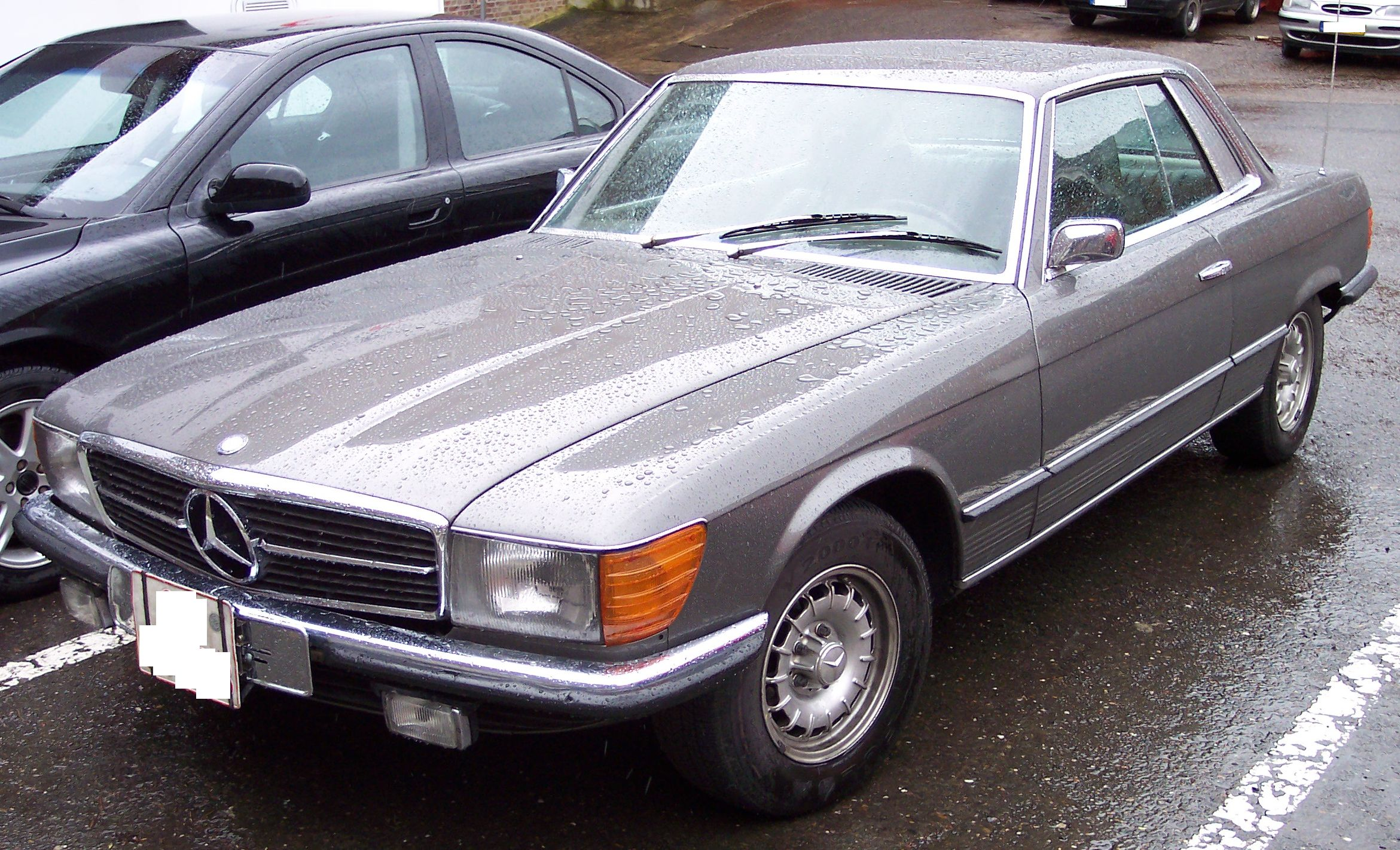
Mercedes-Benz SLC.

Se trata de una versión alargada de la R107, más comúnmente conocida como la 'SL 450'». También fue el Mercedes-Benz más caro y con una calidad superior a la línea de los años en que se ha producido. 
Al igual que R107, bajo el capó el SLC era prácticamente un v⁸ de 16 valvulas con un motor de una cilindrada de 4.520 cm³ más potente, y el estilo contemporáneo de un clase S. Ese enfoque al desarrollo de modelos de baja producción, aunque no especialmente interesante, resultó ser mucho más rentable que el diseño de algunos modelos contemporáneos, como el Citroën SM. 
El SLC de 1960 se basaba en la berlina SE. El SL estiró su distancia entre ejes, y recibió un techo fijo. Algunos piensan que el SLC sufrió en términos de estilo, ya que sólo el coupé de lujo ha sido derivado de un SL y no de la clase S. La mayoría de las críticas se dirigen hacia la parte delantera donde está el pilar C que, sin duda, se ha añadido para ocultar el hecho de que el tamaño completo las ventanas no se podían guardar por completo. 
En Europa las series 280/350/450/450/500 SLC, en los EE.UU. Un SLC 350/450, era más grande que un SLC 380. 
El sucesor del SLC ha sido inspirado por la parte delantera del SLC antiguo, pero era un tipo completamente diferente de coche - un gran sedán de 2 puertas con un diseño más completo. "El nuevo SLC se basa en el Clase S que se presentó en otoño de 1979 (W126). 
La producción llegó a 7.000 unidades, con los Estados Unidos teniendo el mayor número de compras. 
La colección más grande es de la versión SLC 450, el primer Mercedes-Benz con el motor y el capo hecho de aluminio, recordando al BMW 3.0CLS 1972 'Batmobile'.El 450SLC 5.0/500SLC coupés fueron producidos por Mercedes-Benz desde 1978 hasta 1981 y son las modelos más raros después de la guerra de modelos producidos por Mercedes Benz. Fueron fabricados por Mercedes Benz para homologar el SLC 450. Algunos vehículos fueron de apoyo a la fábrica, pero el resto de la producción se vendió al mercado europeo para hacer frente a las leyes de homologación. Menos de 100 coches fueron importados en los Estados Unidos como mercado negro de coches durante la producción. Unos pocos automóviles más fueron llevados a los EE.UU. durante la década de 1980 como el tiempo de exención del modelo. Nadie sabe realmente cuántos de estos coches todavía funcionan en realidad, pero la mayoría son la SLC 450 y la SLC 500 y aún existen en los Estados Unidos. 
Esta raro modelo nunca fue vendido en los EE.UU.
Y se estima que en el mundo hay 200 en funcionamiento.

## Futuro
En 2010 fue presentado el Mercedes-Benz SLC Gullwing.
En 2015 sale al mercado la nueva generación del Mercedes-Benz Clase SLC. Se trata de un nuevo superdeportivo de la marca, de formato compacto, que sustituirá al Clase SLS.